# Práxedes Zancada
Práxedes Zancada y Ruata (Madrid, c. 1880-Alicante, 1936) fue un escritor, periodista y político español, diputado en las Cortes de la Restauración y miembro de la Asamblea Nacional Consultiva durante la dictadura de Primo de Rivera.

## Biografía
Nacido en Madrid, según la fuente en 1879, 1880 o 1881, era hijo de Arturo Zancada y Conchillos, un comandante del Ejército y gobernador de varias provincias. Fue el sucesor de su padre al frente de la dirección de La Ilustración Nacional, siendo además colaborador de otras publicaciones periódicas como La Correspondencia de España, El Imparcial, El Globo, La España Moderna, Vida Marítima y Alma Española, entre otras. Fue autor de diversas obras de carácter sociológico, entre ellas El obrero en España: (notas para su historia política y social) (1902) y El trabajo de la mujer y el niño (1904).
Perteneciente al Instituto de Reformas Sociales, publicó también Canalejas, político y gobernante (1913), una biografía del político liberal José Canalejas, de quien fue secretario; y El momento político actual, entre otras. Zancada mantuvo amistad con Melquíades Álvarez.En su carrera política, obtuvo escaño de diputado a Cortes en las elecciones de 1910, por el distrito burgalés de Castrojeriz, y de 1918 y 1923, en ambas por el distrito toledano de Quintanar de la Orden. Falleció en 1936. Fue fusilado en Alicante el 13 de octubre de 1936, durante la guerra civil. 